# William Christopher
William Christopher (20 de outubro de 1932 – 31 de dezembro de 2016) foi um ator e comediante americano, mais conhecido por sua atuação em Soldado Lester Hummel na Gomer Pyle, U.S.M.C. de 1965 a 1968 e Padre John Mulcahy na série de televisão M*A*S*H de 1972 a 1983 e sua spin off AfterMASH de 1983 a 1985.

## Nascimento
Christopher nasceu em Evanston em uma família que acreditavam ser descendentes de Paul Revere. Ele passou sua juventude em alguns subúrbios no norte de Chicago, incluindo Winnetka e Illinois onde frequentou a escola de ensino médio New Trierl Christopher se graduou na Wesleyan University em Middletown, Connecticut, com um Bacharelado em artes. Em drama, focando na literatura grega. Enquanto na universidade, ele participou de esgrima, futebol, coral e foi iniciado como um membro da fraternidade Sigma Chi.

## Carreira

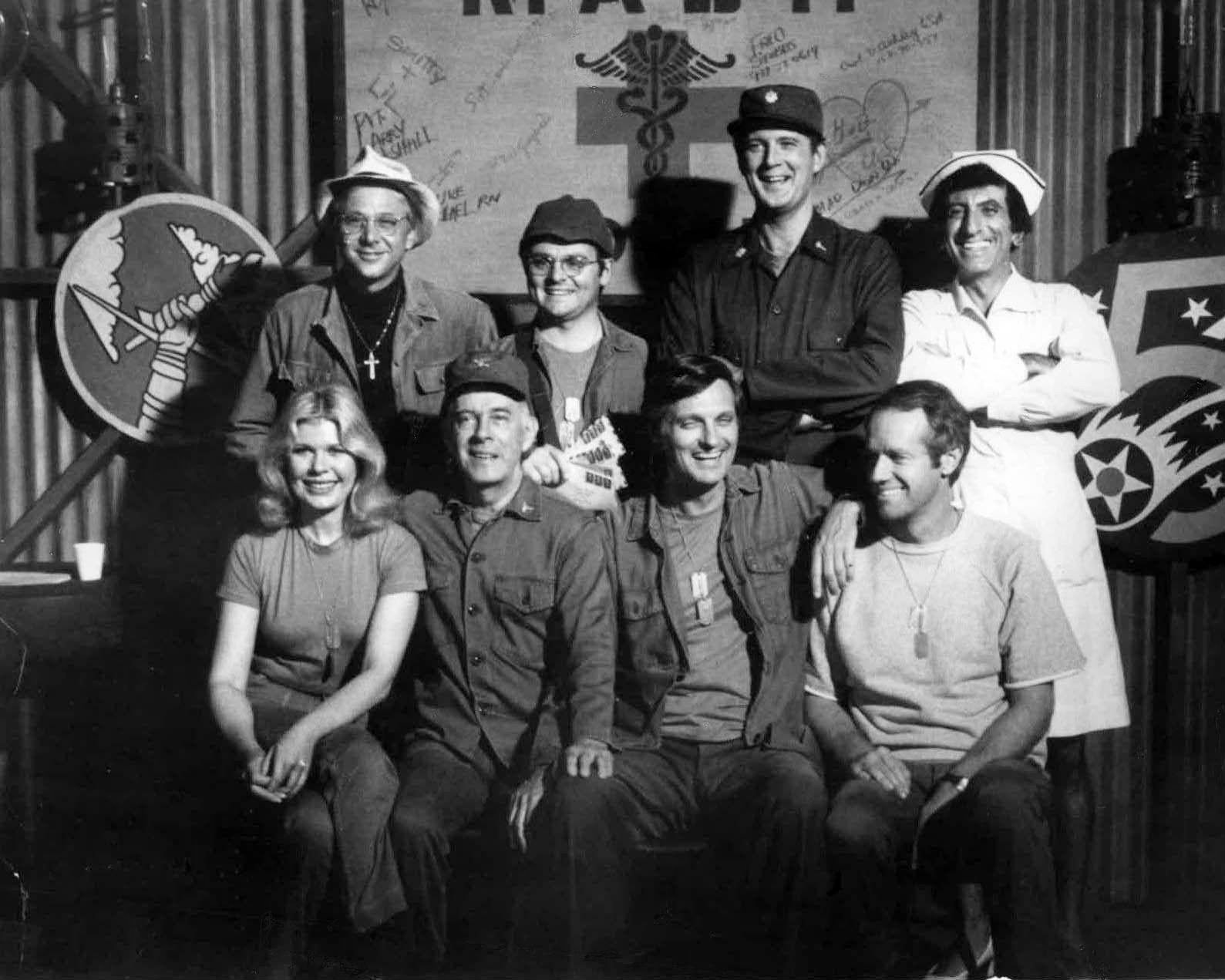
Elenco de M*A*S*H (1977). Fila de trás, da esquerda para a direita: William Christopher, Gary Burghoff, David Ogden Stiers e Jamie Farr. Primeira fila, da esquerda para a direita: Loretta Swit, Harry Morgan, Alan Alda, Mike Farrell

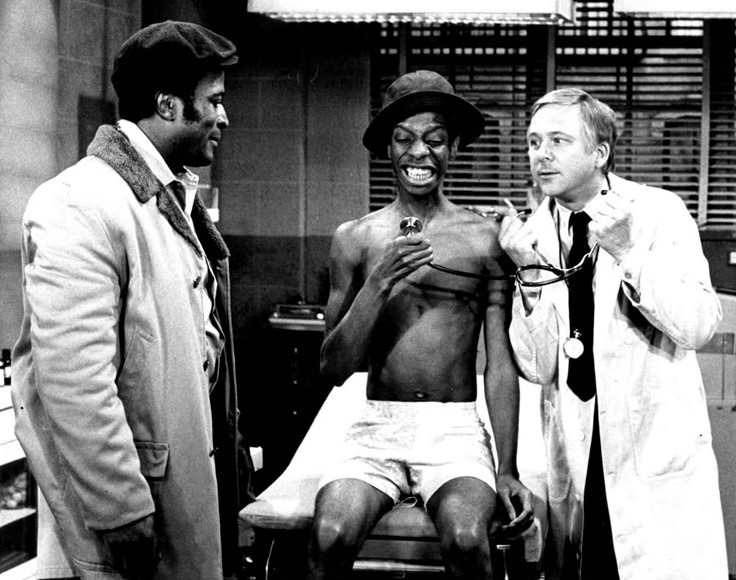
Christopher (à direita) como médico do Exército em um episódio de Good Times. John Amos e Jimmie Walker também são retratados.

Christopher se mudou para Nova York e apareceu em uma variedade de produções regionais e mais tarde em várias produções fora de Broadway, como O refém em One Sheridan Square. Sua estreia na Broadway foi em Beyond the Fringe, uma revista britânica, atuando ao lado de Peter Cook e Dudley Moore.
Christopher deixou Nova York por Hollywood em uma tentativa de trabalhar novamente na televisão onde foi convidado para atuar em várias séries conhecidas, incluindo Andy Griffith Show, Death Valley Days, The Patty Duke Show e The Men from Shiloh. Ele realizou muitas aparições (toda vez como um personagem diferente) em Hogan's Heroes, e teve vários papéis recorrentes em Gomer Pyle, U.S.M.C. e That Girl. Christopher foi um estudante na famosa Harvey Lembeck’s famoso workshop de improvisação no início dos anos 1970 que nesse tempo realizou esquetes de improvisação (com outros dois artistas Carole White e Shelia Bartold, as duas também estudantes de Lembeck) durante janeiro de 1972 episódio de The Carol Burnett Show. Que embora a sua aparição não tenha sido oficialmente creditada, ele foi introduzido por Burnett como Bill Christopher.
Em 1972, Christopher ganhou o papel de Father Mulcahy na série MASH* quando o ator que iria interpretar o papel primeiramente, George Morgan, foi substituído depois de aparecer uma única vez no episódio piloto. imediatamente seguindo MASH*, Christopher continuou no papel por duas temporadas da curta spin-off AfterMASH.
Em curta metragens, Christopher atuou em The Fortune Cookie, The Private Navy of Sgt. O'Farrell, The Shakiest Gun in the West, With Six You Get Eggroll e Hearts of the West. Ele fez parte de telefilmes incluindo The Movie Maker, The Perils of Pauline e For the Love of It. O filme de comédia With Six You Get Eggroll é notável para os fãs de MASH* porque Jamie Farr e Christopher apareceram nele juntos, os dois interpretando hippies, cinco anos depois eles estrelaram nas séries.
Depois de ganharem as atenções em MASH*, Christopher apareceu em várias outras séries de televisão, incluindo Good Times (como um médico militar examinando J.J. Evans) e Murder, She Wrote, e fez muitas apresentações como convidado em The Love Boat. Em 1998, ele também fez uma apresentação como convidado estrelando como um padre em um episódio de Mad About You. Ele também permaneceu ativo no teatro, incluindo um tour pelo Estados Unidos no meio dos anos 90 com Far, apresentando Neil Simon's The Odd Couple no palco. em 2008–2009, ele fez um tour com Church Basement Ladies. Um dos últimos papéis de Christopher foi como um padre (Padre Tobias) em um drama diurno Days of Our Lives.

## Trabalho de caridade
Christopher, que tinha um filho Ned autista, dedicou muito do seu tempo livre para a National Autistic Society, fazendo serviços de anúncios públicos para trazer atenção ao autismo. Em 1985, ele e sua esposa Barbara escreveram Mixed Blessings, um livro sobre suas experiências criando Ned.

## Vida pessoal
Christopher conheceu sua futura esposa em um encontro as cegas. eles se casaram em 1957 e o casal adotou dois filhos John e Ned. Os dois apareceram juntos na quarta temporada de M*A*S*H, episódio "Dear Mildred", onde eles cantaram a música "All Dressed Up and No Place to Go" em um dueto.

## Morte
Christopher morreu em sua casa na Pasadena, em 31 de dezembro de 2016. De acordo com seu filho John, Christopher, o ator de 84 anos morreu como resultado de carcinoma de pulmão de células não pequenas (câncer de pulmão). Ele foi diagnosticado com câncer cerca de 18 meses antes, de acordo com seu agente Robert Malcolm de Nova York. Ele morreu exatamente um ano depois de seu camarada Wayne Rogers membro do elenco de M*A*S*H.

## Filmografia parcial
- 1965: 12 O'Clock High (série de TV, episódio: "Then Came the Mighty Hunter") como paciente
- 1965: Hank (série de TV, episódio: "Candidate") como Elwood
- 1965: The Andy Griffith Show (série de TV, 2 episódios) como Sr. Heathcote, IRS
- 1965–1968: Gomer Pyle, USMC (série de TV) como personagem recorrente Soldado Lester Hummel
- 1965: Hogan's Heroes (série de TV, 4 episódios) como vários personagens em 1965, 1966 e 1968
- 1966: The Patty Duke Show (série de TV, episódio: "Three Little Kittens") como homem
- 1966: The Fortune Cookie como estagiário
- 1967: The Perils of Pauline como médica (sem créditos)
- 1967: The Andy Griffith Show (série de TV, 1 episódio) Thomas Peterson, MD
- 1968: The Private Navy of Sgt. O'Farrell como Unip. Jake Schultz
- 1968: The Shakiest Gun in the West como gerente de hotel (sem créditos)
- 1968: With Six You Get Eggroll como Zip-Cloud
- 1969: That Girl, temporada 4, episódio 14 como Chippy Dolan
- 1972: The Carol Burnett Show Temporada 5, Episódio 15 (5 de janeiro de 1972), aparição sem créditos, realizando esquetes de improvisação como estudante do workshop de Harvey Lembeck com Carol White e Shelia Bartold, apresentada por Burnett como Bill Christopher
- 1972–1983: M*A*S*H (série de TV) como Padre John Mulcahy
- 1974: Movin' On (série de TV, episódio: "Grit") como balconista de joias
- 1975: Hearts of the West como caixa de banco
- 1975: Good Times (série de TV, episódio: "The Enlistment") como The Doctor, Major Bullock
- 1983–1985: AfterMASH (série de TV) como Padre John Mulcahy
- 1985: Murder, She Wrote (série de TV, episódio: "A Lady in the Lake") como Burton Hollis
- 1994: Heaven Sent como sacerdote
- 1998: Mad About You (série de TV, episódio: "A Pain in the Neck") como Capelão Olsen
- 2012: Days of Our Lives (série de TV) como Padre Tobias (aparição final)